# Martinet (Wandea)
Martinet – miejscowość i gmina we Francji, w regionie Kraj Loary, w departamencie Wandea.
Według danych na rok 1990 gminę zamieszkiwało 557 osób, a gęstość zaludnienia wynosiła 31 osób/km² (wśród 1504 gmin Kraju Loary Martinet plasuje się na 815. miejscu pod względem liczby ludności, natomiast pod względem powierzchni na miejscu 646.).